# Tacana (peuple)
Pour les articles homonymes, voir Tacana (homonymie).
Les Tacana  sont une ethnie amérindienne, numériquement parmi les plus importantes de l'Amazonie bolivienne. On estime leur nombre à 6 000. Ils sont principalement établis dans le département de La Paz mais aussi dans le Beni et le Pando. Leur langue, le tacana, toujours vivante, appartient à la famille tacanane .

## Histoire
À l'époque précolombienne, les Tacana occupent une vaste zone située au nord-est de l'actuelle Bolivie depuis le río Orthon jusqu'à Apolo. Ils occupent alors un rôle d'intermédiaires entre les autres peuples amazoniens et les Incas. Certaines sources indiquent qu'ils opposent une résistance farouche à ces derniers, qui ne parviennent pas à les conquérir. Ils subsistent alors de l'agriculture, de la pêche et de la chasse et entretiennent de fréquents conflits avec leurs voisins Leco et Mosetén.
Durant la colonisation espagnole, ils subissent l'influence des missionnaires franciscains. Entre 1699 et 1721, plusieurs ethnies de la famille linguistique tacanane  sont regroupées au sein des missions de San José de Uchupiamonas, Atén, Santísima Trinidad de Yiariapu (actuellement Tumupasa) et San Antonio de Isllamas (de nos jours Ixiamas). Certains fuient dans la forêt. La vie au sein des missions transforme profondément ces groupes et donne lieu à une nouvelle ethnogenèse, unifiant langues et cultures. À partir de la fin du XIXe, les chroniqueurs franciscains se réfèrent à eux sous le nom générique de Tacana.
À cette époque, de nouveaux venus apparaissent dans la zone, cherchant à en exploiter les ressources naturelles. Les Tacana sont recrutés pour la récolte du caoutchouc et du quinquina. Les dures conditions de travail et le contact avec d'autres populations affectent durement la population tacanane, provoquant sa dispersion. On assiste à la formation de communautés le long des ríos Beni, Manuripi et Madre de Dios. Leur contact avec le monde extérieur devient plus important à partir des années 1930-40. Des écoles rurales sont établies, des chemins ouverts et des pistes d'atterrissage construites à Ixiamas et Rurrenabaque. Les Tacana entrent en relation avec les colons Quechuas et Aymaras venus des Andes et qui s'installent dans la province Iturralde. Les Tacana adoptent peu à peu l'identité paysanne des nouveaux venus, de manière à obtenir eux aussi des terres.

## Localisation et activités
Les 6000 Tacanas vivent dans les municipios d'Apolo, Iximas et San Buenaventura de la province Iturralde du département de La Paz, à Riberalta et Rurrenabaque dans le Beni ainsi que dans les provinces Manuripi et Madre de Dios du Pando. Leurs principales communautés se nomment San José de Uchupiamonas et Tumupasa. Leur activité de base est l'agriculture de subsistance complétée par la chasse et la pêche. Certaines communautés pratiquent le bûcheronnage et la récolte de divers produits de la forêt tels les noix du Brésil et le copaiba. Ils vendent leur artisanat et sont impliqués dans le développement du tourisme écologique.
Malgré une certaine acculturation et la dégradation de leur habitat, ils gardent une forte identité, qu'ils valorisent. Leur langue, le tacana n'est plus parlée que par une minorité d'entre eux mais conserve un fort enracinement dans les communautés du nord de la Paz. Ils disposent depuis 2003 d'un territoire en propriété collective.